# J. League Division 1 2010
La temporada de 2010 de la J. League fue el decimoséptimo campeonato profesional de Japón celebrado en el país. Tuvo lugar desde el 6 de marzo hasta el 4 de diciembre de 2010, y contó con dieciocho equipos en J1 y diecinueve en la J2 tras la entrada de Giravanz Kitakyushu.
El vencedor de ese año fue Nagoya Grampus, por primera vez en su historia.

## Ascensos y descensos
| Pos | Ascendidos de la J. League Division 2 2009 |
| --- | ------------------------------------------ |
| 1.º | Vegalta Sendai                             |
| 2.º | Cerezo Osaka                               |
| 3.º | Shonan Bellmare                            |

| Pos  | Descendidos en la temporada 2009 |
| ---- | -------------------------------- |
| 16.º | Kashiwa Reysol                   |
| 17.º | Oita Trinita                     |
| 18.º | JEF United Chiba                 |

## Sistema del campeonato
El que quede primero al término de la liga regular es el campeón de liga. Los tres primeros clasificados se clasifican para la Liga de Campeones de la AFC, mientras que el campeón de Copa del Emperador juega el Campeonato Pan-Pacífico. Para decidir el descenso, los tres peores equipos de la J1 bajan y son reemplazados por los tres primeros de la J2.

### Equipos de la J. League 1
| - Albirex Niigata - Cerezo Osaka - FC Tokyo - Gamba Osaka - Júbilo Iwata - Kashima Antlers |  | - Kawasaki Frontale - Kyoto Sanga FC - Montedio Yamagata - Nagoya Grampus - Omiya Ardija - Sanfrecce Hiroshima |  | - Shimizu S-Pulse - Shonan Bellmare - Urawa Red Diamonds - Vegalta Sendai - Vissel Kobe - Yokohama F. Marinos |

### Equipos de la J. League 2
| - Avispa Fukuoka - Consadole Sapporo - Ehime FC - Fagiano Okayama - FC Gifu - Giravanz Kitakyushu - JEF United Ichihara Chiba |  | - Kashiwa Reysol - Kataller Toyama - Mito HollyHock - Oita Trinita - Roasso Kumamoto - Sagan Tosu |  | - Thespa Kusatsu - Tochigi SC - Tokushima Vortis - Tokyo Verdy - Ventforet Kofu - Yokohama FC |

El sistema de competición en la J1 y la J2 es de liga regular. La J1 disputaba ida y vuelta, mientras que la J2 jugaba el tres rondas con ida, vuelta e ida. El sistema de puntuación es 3 puntos por victoria, 1 por empate y 0 por la derrota.

## J. League 1
El vencedor de liga fue Nagoya Grampus, que consiguió su primer título dirigido por el exjugador serbio Dragan Stojković. La revelación de la temporada fue Cerezo Osaka, que finalizó en tercera posición en el año de su regreso a la máxima competición, y logró clasificarse para competiciones internacionales. En los puestos de descenso, FC Tokyo perdió la categoría en la última jornada.
| Pos. | Equipo              | Pts. | PJ | G  | E  | P  | GF | GC | Dif. | Clasificación o descenso                          |
| ---- | ------------------- | ---- | -- | -- | -- | -- | -- | -- | ---- | ------------------------------------------------- |
| 1    | Nagoya Grampus (C)  | 72   | 34 | 23 | 3  | 8  | 54 | 37 | +17  | Clasificado a la Liga de Campeones de la AFC 2011 |
| 2    | Gamba Osaka         | 62   | 34 | 18 | 8  | 8  | 65 | 44 | +21  | Clasificado a la Liga de Campeones de la AFC 2011 |
| 3    | Cerezo Osaka        | 61   | 34 | 17 | 10 | 7  | 58 | 32 | +26  | Clasificado a la Liga de Campeones de la AFC 2011 |
| 4    | Kashima Antlers     | 60   | 34 | 16 | 12 | 6  | 51 | 31 | +20  | Clasificado a la Liga de Campeones de la AFC 2011 |
| 5    | Kawasaki Frontale   | 54   | 34 | 15 | 9  | 10 | 61 | 47 | +14  |                                                   |
| 6    | Shimizu S-Pulse     | 54   | 34 | 15 | 9  | 10 | 60 | 49 | +11  |                                                   |
| 7    | Sanfrecce Hiroshima | 51   | 34 | 14 | 9  | 11 | 45 | 38 | +7   |                                                   |
| 8    | Yokohama F. Marinos | 51   | 34 | 15 | 6  | 13 | 43 | 39 | +4   |                                                   |
| 9    | Albirex Niigata     | 49   | 34 | 12 | 13 | 9  | 48 | 45 | +3   |                                                   |
| 10   | Urawa Red Diamonds  | 48   | 34 | 14 | 6  | 14 | 48 | 41 | +7   |                                                   |
| 11   | Júbilo Iwata        | 44   | 34 | 11 | 11 | 12 | 38 | 49 | −11  |                                                   |
| 12   | Omiya Ardija        | 42   | 34 | 11 | 9  | 14 | 39 | 45 | −6   |                                                   |
| 13   | Montedio Yamagata   | 42   | 34 | 11 | 9  | 14 | 29 | 42 | −13  |                                                   |
| 14   | Vegalta Sendai      | 39   | 34 | 10 | 9  | 15 | 40 | 46 | −6   |                                                   |
| 15   | Vissel Kobe         | 38   | 34 | 9  | 11 | 14 | 37 | 45 | −8   |                                                   |
| 16   | F.C. Tokyo          | 36   | 34 | 8  | 12 | 14 | 36 | 41 | −5   | Descendido a J. League Division 2 2011            |
| 17   | Kyoto Sanga         | 19   | 34 | 4  | 7  | 23 | 30 | 60 | −30  | Descendido a J. League Division 2 2011            |
| 18   | Shonan Bellmare     | 16   | 34 | 3  | 7  | 24 | 31 | 82 | −51  | Descendido a J. League Division 2 2011            |

 Fuente: J. League Data Site: 2010 J.LEAGUE Division 1 League table
Criterios de clasificación: 1) puntos; 2) diferencia de goles; 3) número de goles marcados; 4) resultados entre los equipos en cuestión.
Notas:
1. ↑  Kashima Antlers se clasificó para la Liga de Campeones de la AFC 2011 al ganar la Copa del Emperador 2010.

Sistema de puntuación: Victoria = 3 puntos; Empate (E) = 1 punto; Derrota = 0 puntos
|                                    |
|                                    |
| Campeón Nagoya Grampus 1.er título |

## J. League 2
Kashiwa Reysol finalizó campeón y consiguió una plaza para la máxima división, un año después de su descenso. Los otros clubes que ascendieron fueron Ventforet Kofu y Avispa Fukuoka. La liga contó con 19 clubes por el debut de Giravanz Kitakyushu, procedente de la Japan Football League y que batió récords negativos. El debutante sólo venció en un partido de los que jugó, y acumuló una racha de 33 partidos sin ganar.
La próxima temporada contará con 20 equipos, con la incorporación de Gainare Tottori.
| Puesto | Equipo              | Ptos | G  | E  | P  | GF | GC | DG  | Nota                   |
| ------ | ------------------- | ---- | -- | -- | -- | -- | -- | --- | ---------------------- |
| 1      | Kashiwa Reysol      | 80   | 23 | 11 | 2  | 71 | 24 | +47 | Asciende a J. League 1 |
| 2      | Ventforet Kofu      | 70   | 19 | 13 | 4  | 71 | 40 | +31 | Asciende a J. League 1 |
| 3      | Avispa Fukuoka      | 69   | 21 | 6  | 9  | 63 | 34 | +29 | Asciende a J. League 1 |
| 4      | JEF United Ichihara | 61   | 18 | 7  | 11 | 58 | 37 | +21 |                        |
| 5      | Tokyo Verdy         | 58   | 17 | 7  | 12 | 47 | 34 | +13 |                        |
| 6      | Yokohama FC         | 54   | 16 | 6  | 14 | 54 | 47 | +7  |                        |
| 7      | Roasso Kumamoto     | 54   | 14 | 12 | 10 | 39 | 43 | -4  |                        |
| 8      | Tokushima Vortis    | 51   | 15 | 6  | 15 | 51 | 47 | +4  |                        |
| 9      | Sagan Tosu          | 51   | 13 | 12 | 11 | 42 | 41 | +1  |                        |
| 10     | Tochigi SC          | 50   | 14 | 8  | 14 | 46 | 42 | +4  |                        |
| 11     | Ehime FC            | 48   | 12 | 12 | 12 | 34 | 34 | 0   |                        |
| 12     | Thespa Kusatsu      | 48   | 14 | 6  | 16 | 36 | 48 | -12 |                        |
| 13     | Consadole Sapporo   | 46   | 11 | 13 | 12 | 37 | 38 | -1  |                        |
| 14     | FC Gifu             | 45   | 13 | 6  | 17 | 32 | 45 | -13 |                        |
| 15     | Oita Trinita        | 41   | 10 | 11 | 15 | 39 | 49 | -10 |                        |
| 16     | Mito Hollyhock      | 38   | 8  | 14 | 14 | 29 | 45 | -16 |                        |
| 17     | Fagiano Okayama     | 32   | 8  | 8  | 20 | 27 | 51 | -24 |                        |
| 18     | Kataller Toyama     | 28   | 8  | 4  | 24 | 39 | 71 | -32 |                        |
| 19     | Giravanz Kitakyushu | 15   | 1  | 12 | 23 | 20 | 65 | -45 |                        |

Sistema de puntuación: Victoria = 3 puntos; Empate (E) = 1 punto; Derrota = 0 puntos

## Premios

### Individuales
- Jugador más valioso del campeonato: Seigo Narazaki (Nagoya Grampus)
- Máximo goleador: Ryoichi Maeda (Júbilo Iwata) y Joshua Kennedy (Nagoya Grampus), 20 goles
- Mejor debutante: Takashi Usami (Gamba Osaka)
- Mejor entrenador: Dragan Stojković (Nagoya Grampus)

### Mejor once inicial
| Posición | Futbolista          | Club                | País                 |
| -------- | ------------------- | ------------------- | -------------------- |
| POR      | Seigo Narazaki      | Nagoya Grampus      | Bandera de Japón     |
| DEF      | Marcus Tulio Tanaka | Nagoya Grampus      | Bandera de Japón     |
| DEF      | Takahiro Masukawa   | Nagoya Grampus      | Bandera de Japón     |
| DEF      | Tomoaki Makino      | Sanfrecce Hiroshima | Bandera de Japón     |
| MED      | Danilson Córdoba    | Nagoya Grampus      | Bandera de Colombia  |
| MED      | Marcio Richardes    | Albirex Niigata     | Bandera de Brasil    |
| MED      | Kengo Nakamura      | Kawasaki Frontale   | Bandera de Japón     |
| MED      | Jungo Fujimoto      | Shimizu S-Pulse     | Bandera de Japón     |
| MED      | Yasuhito Endo       | Gamba Osaka         | Bandera de Japón     |
| DEL      | Ryoichi Maeda       | Júbilo Iwata        | Bandera de Japón     |
| DEL      | Joshua Kennedy      | Nagoya Grampus      | Bandera de Australia |